# Броненосцови
Броненосцовите (Dasypodidae) са семейство бозайници от разред Броненосци (Cingulata), разделени на много видове и породи, в зависимост от някои външни белези – брой на поясите, опашка, вид на тялото, размер, както и такива, които нямат нищо общо с външния вид на броненосеца.

## Родове
- Dasypus
- Jaspyrus
- Calyptophractus
- Chaetophractus
- Chlamyphorus
- Euphractus
- Zaedyus
- Cabassous
- Priodontes
- Tolypeutes

## Видове
Брой на поясите, свързващи двете брони:
- Деветопоясен броненосец (Dasypus novemcinctus)
- Седмопоясен броненосец (Dasypus septemcinctus)
- Трипоясен броненосец (Tolypeutes tricinctus)
- Шестопоясен броненосец (Euphractus sexcinctus)

Опашки:
- Северен голоопашат броненосец (Cabassous centralis)
- Южен голоопашат броненосец (Cabassous unicinctus)
- Голям голоопашат броненосец (Cabassous tatouay)
- Късоопашат броненосец (Dasypus hybridus)

Вид на тялото:
- Щитоносен броненосец (Chlamyphorus retusa)
- Плащоносещ (Пелеринест) броненосец (Chlamyphorus truncatus)

Четина или козина:
- Малък четинест броненосец (Chaetophractus vellerosus)
- Голям четинест броненосец (Chaetophractus villosus)
- Космат броненосец (Dasypus pilosus)

Размер:
- Обикновен броненосец (Tolypeutes matacus)
- Гигантски броненосец (Priodontes giganteus)
- Малък броненосец (броненосец-джудже) (Zaedyus pichiy)

Други разновидности:
- Каплера (среща се „Капплера“ или „Калеа“) (Dasypus kappleri)

## Тяло
Броненосците са заоблени животни с къси крака. Те са горе-долу с размерите на малко куче. Имат силни закръглени нокти и тела наистина покрити с броня. Тя е направена от твърди плочки или вкостенени кожни щитчета, свързани помежду си с еластични пояси. Ако поясите не се разтягаха, на броненосеца щеше да му е много трудно да се придвижва.
Бронята помага на броненосеца да се предпазва от враговете си, но според учените главното ѝ предназначение е да го пази от тръните и кактусите, които го заобикалят в естествената му среда.

## Родина
Родината на много видове броненосци е Централна и Южна Америка. Там се срещат броненосец джудже, броненосец Бурмайстер, а също и гигантски броненосец, който е дълъг почти метър и половина. Един от видовете, деветопоясният броненосец, обитава Тексас и някои други северноамерикански щати.

## Начин на живот
Броненосците денем през повечето време спят и по-малко са будни. Спят в дупки, в шубраци от листа, а понякога си правят дупки под някои растения и ядат по-меките им корени. Правят си хралупи в пустинята в Бразилия, а понякога спят на открито. През нощта се събуждат и тръгват на лов.

## Прехрана
Броненосците не виждат много добре и почти нямат зъби, но имат отлично обоняние, което им помага да надушват дори скрита дълбоко под земята плячка. Ловуват най-вече през нощта и се хранят с насекоми и червеи, меки корени и плодове, а понякога и с мъртви животни. Тъй като умеят да плуват, някои броненосци от време на време ловят и малки рибки в близък воден басейн. Гигантския броненосец напада (макар и много рядко) себеподобни, когато храната в региона е оскъдна.

## Размножаване
По принцип тези животни живеят сами, но през сезона за размножаване често се събират на групи и си избират партньор. Раждат малките си, кърмят ги и ги отглеждат до някое време, обикновено няколко седмици и след това ги гонят от дупката (хралупата или където живеят).
Женската ражда 4 малки.

## Самозащита
При опасност броненосецът обикновено се заравя в земята, където хищникът не може да го последва. Понякога скача високо във въздуха, за да уплаши врага. Като крайна защитна мярка се свива на кълбо.
Броненосците са много добри плувци. Те се задържат на повърхността на водата, като поемат голямо количество въздух. Така те се предпазват и от някои животни, които не могат да плуват.

## Изследвания
Доказано е, че броненосците са много интересни същества с неочаквани действия. Макар да не изглеждат плувци – те плуват.
Те са много потайни същества и изследванията за тях са доста и интересни. Някои учени смятат, че броненосците са живели още по време на динозаврите, а други казват, че са сравнително нови създания, появили се приблизително, когато са се появили първите човешки същества. Има много варианти според учените.
Освен това те са всеядни, което не подражава на вид като тях, а именно непълнозъби. Те най-често са растителноядни, в подкатегория тревопасни. Но тези броненосци се хранят и с месо, дори с мъртви животни. А обожават и корени, което ги прави и растителноядни. Така те са всеядни и отново объркват доста от хората и мнението им за непълнозъбите животни.